# 七十二福地
《洞天福地岳渎名山记》一卷，题“唐广成先生杜光庭编”。卷首杜光庭〈序〉称于唐昭宗天复元年（901年）编录。书中将道教洞天福地分作十馀类，简述其地理形势、物产及神仙人物等。
道家七十二福地
- 地肺山——在江宁府句容县界，昔陶隐居幽栖之处。
- 盖竹山——在台州黄岩县(今浙江省临海市南)，真人施存治之。
- 仙磕山——在温州梁城县十五里近白溪草市，真人张董华治之。
- 东仙源——在台州黄岩县，属地仙刘奉林治之。
- 西仙源——亦在台州黄岩县峤岭一百二十里，属地仙张兆期治之。
- 南田山——在东海东，舟船往来可到，属刘真人治之。
- 玉溜山——在东海近蓬菜岛上，多真仙居之，属地仙许迈治之。
- 青屿山——在东海之西，与扶桑相接，真人刘子光治之。
- 郁木洞——在玉笋山南，是萧子云侍郎隐处。
- 丹霞山——在麻姑山，是蔡经真人得道之处，到今雨夜多闻钟磬之声，属蔡真人治之。
- 君山——在洞庭青草湖中，属地仙侯生所治。
- 大若岩——在温州永嘉县东一百二十里，属地仙李方回治之。
- 焦源——在建州建阳县北，是尹真人隐处。
- 灵墟——在台州唐兴县北，是白云先生隐处。
- 沃洲——在越州剡县南，属真人方明所治之。
- 天姥岭——在剡县南，属真人魏显仁治之。
- 若耶溪——在越州会稽县南，属真人山世远所治之。
- 金庭山——在庐州巢县，别名紫微山，属马仙人治之。
- 清远山——在广州清远县，属阴真人治之。
- 安山——在交州北，安期生先生隐处，属先生治之。
- 马岭山——在郴州郭内水东，苏耽隐处，属真人力牧主之。
- 鹅羊山——在潭州长沙县，娄驾先生隐处。
- 洞真墟——在潭州长沙县（今湖南省长沙市岳麓山风景区），西岳真人韩终所治之处。
- 青玉坛——在南岳祝融峰西，青乌公治之。
- 光天坛——在衡岳西源头，凤真人所治之处。
- 洞灵源——在南岳招仙观西，邓先生所隐地也。
- 洞宫山——在建州关隶镇五岭里，黄山公主之。
- 陶山——在温州安国县，陶先生曾隐居此处。
- 皇井（三皇井）——在温州横阳县，真人鲍察所治处。
- 烂柯山——在衢州信安县（今浙江省衢州市东南郊），王质先生隐处。
- 勒溪——在建州建阳县东，是孔子遗砚之所。
- 龙虎山——在信州贵溪县(今江西省贵溪市)，仙人张巨君主之。
- 灵山——在信州上饶县北（今江西省上饶县），墨真人治之。
- 泉源——在罗浮山中，仙人华子期治之。
- 金精山——在虔州虔化县，仇季子治之。
- 阁皂山——在吉州新淦县（今江西省樟树市），郭真人所治处。
- 始丰山——在洪州丰城县，尹真人所治之地。
- 逍遥山——在洪州南昌县，徐真人治之地。
- 东白源——在洪州新吴县东，刘仙人所治之地。
- 钵池山——在楚州，王乔得道之处。
- 论山——在润州丹徒县，是终真人治之。
- 毛公坛——在苏州长洲县，属庄仙人修道之所。
- 鸡笼山——在和州历阳县，属郭真人治之。
- 桐柏山——在唐州桐柏县（今河南省桐柏县），属李仙君所治之处。
- 平都山——在忠州，是阴真君上升之处。
- 绿萝山——在朗州武陵县，接桃源界。
- 虎溪山——在江州南彭泽县，是五柳先生隐处。
- 彰龙山——在潭州澧陵县北，属臧先生治之。
- 抱福山——在连州连山县，属范真人所治处。
- 大面山——在益州成都县，属仙人柏成子治之。
- 元晨山——在江州都昌县（今江西省都昌县），孙真人、安期生治之。
- 马蹄山——在饶州鄱阳县（今江西省鄱阳县），真人子州所治之处。
- 德山——在朗州武陵县，仙人张巨君治之。
- 高溪蓝水山——在雍州蓝田县，并太上所游处。
- 蓝水——在西安蓝田县，属地仙张兆其所治之处。
- 玉峰——在西安京兆县，属仙人柏户治之。
- 天柱山——在杭州于潜县，属地仙王柏元治之。
- 商谷山——在商州，是四皓仙人隐处。
- 张公洞——在无锡宜兴县，真人康桑治之。
- 司马梅山（司馬悔山）——在台州天台山北，李明仙人所治处。
- 长在山——在齐州长山县，毛真人治之。
- 中条山——在河中府虞乡县，赵仙人治处。
- 湖鱼澄洞——在西古姚州，始皇先生曾隐居此处。
- 绵竹山——在汉州绵竹县，琼华夫人治之。
- 泸水——在西梁州，仙人安公治之。
- 甘山——在黔南，宁真人治处。
- 王晃山——在汉州，赤须先生治。
- 金城山——在古限戍，又云石戍，是石真人所治之处。
- 云山——在邵阳武冈县，属仙人卢生治之。
- 北邙山——在东都洛阳县，属魏真人治之。
- 庐山——在福州连江县，属谢真人治之。
- 东海山——在海州东二十五里，属王真人治之。